# オータム・フィリップス
オータム・フィリップス（Autumn Patricia Phillips、1978年5月3日 - ）は、イギリス女王エリザベス2世の孫ピーター・フィリップスの元妻。

## 人物・来歴
1978年5月3日、カナダのケベック州モントリオールの生まれ。電力会社の重役を務める父ブライアン、母キャサリン、兄ケビン、双子の弟クリストファーの5人家族。オータムが8歳の時に両親は離婚し、のちにともに再婚、父は新しい妻との間に更に二子を授かる。
オータムはマギル大学に進学し、在学中にバーテンダー・モデル・女優などを経験、女優としていくつかの作品に出演する。2002年、文学学士を取得（研究は東アジア）し、大学を修了。経営コンサルタントとして働く。
2003年、F1カナダグランプリで、ウィリアムズF1のメンバーとして参加していたピーター・フィリップスと出会う。オータムはイギリスに移り、ピーターと同居生活を始める。オータムは、Michael Parkinsonの私設秘書を務めた。
2007年6月28日、婚約発表。2008年4月9日、枢密院にてエリザベス2世の許可が下りる。これに先立ち、オータムはカトリックから英国国教会に改宗した。5月17日、ウィンザー城セントジョージ教会（en）にて挙式。
結婚後はピーターの勤務の都合で香港で暮らしていたが、2010年に帰国。
2010年12月29日に長女サバンナ、2012年3月29日に次女アイラが誕生。
2020年2月11日、離婚したことを発表した。